# 烏多布涅
46°22′51″N 30°2′36″E / 46.38083°N 30.04333°E
烏多布內（烏克蘭語：Удобне）是位於烏克蘭西南部的村莊，由敖德萨州敖德萨区的馬亞基市鎮負責管轄。該村始建於1947年，面積3.08平方公里，2001年人口1,947，人口密度每平方公里632.14人。